# Serenata dal "Simposio" di Platone
La Serenata, dal "Simposio" di Platone (Serenade, after Plato's "Symposium"), è una composizione di Leonard Bernstein per violino solista, archi e percussioni. Completò la serenata in cinque movimenti il 7 agosto 1954.

## Storia
Per la serenata il compositore si è ispirato al Simposio di Platone, un dialogo di interventi correlati in lode all'amore, ciascun intervento fatto da un illustre oratore. 
Commissionata dalla Fondazione Koussevitzky, la Serenata è dedicata "all'amato ricordo di Serge e Natalie Kusevickij". La prima fu diretta dallo stesso Bernstein il 12 settembre 1954, alla Fenice di Venezia, con l'Orchestra Filarmonica di Israele e il violinista Isaac Stern. Fu anche registrata per la prima volta da Stern e Bernstein per la Columbia Records il 19 aprile 1956 a New York City, con la Symphony of the Air.

## Movimenti
I sette oratori che hanno ispirato i cinque movimenti di Bernstein sono:
I. Phaedrus: Pausanias di Atene – segnato Lento e Allegro
II. Aristophanes – segnato Allegretto
III. Eryximachus, il dottore – segnato Presto
IV. Agathon – segnato Adagio
V. Socrates: Alcibiades – segnato Molto tenuto e Allegro molto vivace

## Strumentazione
Sebbene la Serenata sia scritta per violino, archi, arpa e percussioni (timpani e altri cinque percussionisti che suonano tamburo laterale, tamburo tenore, grancassa, triangolo, piatto sospeso, xilofono, glockenspiel, carillon, blocchi cinesi, tamburello), il violino è lo strumento solista più importante. La composizione dura circa mezz'ora.